# Фролов, Николай Никифорович
Николай Никифорович Фролов (21 августа 1912, Погребки — 17 апреля 1945) — наводчик станкового пулемёта стрелковой роты 39-го гвардейского стрелкового полка 13-й гвардейской Полтавской дважды Краснознамённой ордена Ленина стрелковой дивизии 5-й гвардейской армии 1-го Украинского фронта, гвардии младший сержант. Герой Советского Союза (1945).

## Биография
Родился 21 августа 1912 года в селе Погребки (ныне Шосткинского района Сумской области Украины) в семье крестьянина. Русский.
Окончил начальную школу. Работал в колхозе.
В Красной армии с 1944 года. Участник Великой Отечественной войны с мая 1944 года. Воевал на 1-м Украинском фронте.
Наводчик станкового пулемёта стрелковой роты 39-го гвардейского стрелкового полка (13-я гвардейская Полтавская дважды Краснознамённая ордена Ленина стрелковая дивизия, 5-я гвардейская армия, 1-й Украинский фронт) гвардии младший сержант Н. Н. Фролов в числе первых 24 января 1945 года переправился на левый берег реки Одер в районе населённого пункта Линден (ныне Шидловице, севернее города Бжег, Польша) и в составе роты обеспечивал переправу основных сил полка. В критический момент боя подбил противотанковыми гранатами штурмовое орудие.
Указом Президиума Верховного Совета СССР от 10 апреля 1945 года за образцовое выполнение боевых заданий командования на фронте борьбы с немецко-фашистскими захватчиками и проявленные при этом мужество и героизм, гвардии младшему сержанту Фролову Николаю Никифоровичу присвоено звание Героя Советского Союза с вручением медали «Золотая Звезда» и ордена Ленина.
Погиб 17 апреля 1945 года в одном из ожесточенных боёв на территории Германии.

## Память
В селе Погребки именем Героя названа улица, на памятном знаке погибшим односельчанам выбито имя Н. Н. Фролова.